# Estadio Aloha
El Estadio Aloha (en inglés: Aloha Stadium) es un estadio de fútbol americano en la ciudad de Honolulu, Hawái. Es el estadio más grande del estado de Hawái. Es en la actualidad la sede del equipo de los Hawaii Rainbow Warriors de la Universidad de Hawái. Asimismo, albergó desde 1980 hasta 2016 el Pro Bowl de la NFL, que es el equivalente al All Star en la NBA.
Se trata de un estadio multifuncional, único con esa capacidad en los Estados Unidos, que puede transformarse en un estadio de béisbol o en un recinto para conciertos, gracias a unas tribunas móviles. En 1997 se disputaron en este estadio 3 partidos de la liga regular de la MLB entre los St. Louis Cardinals y los San Diego Padres. 

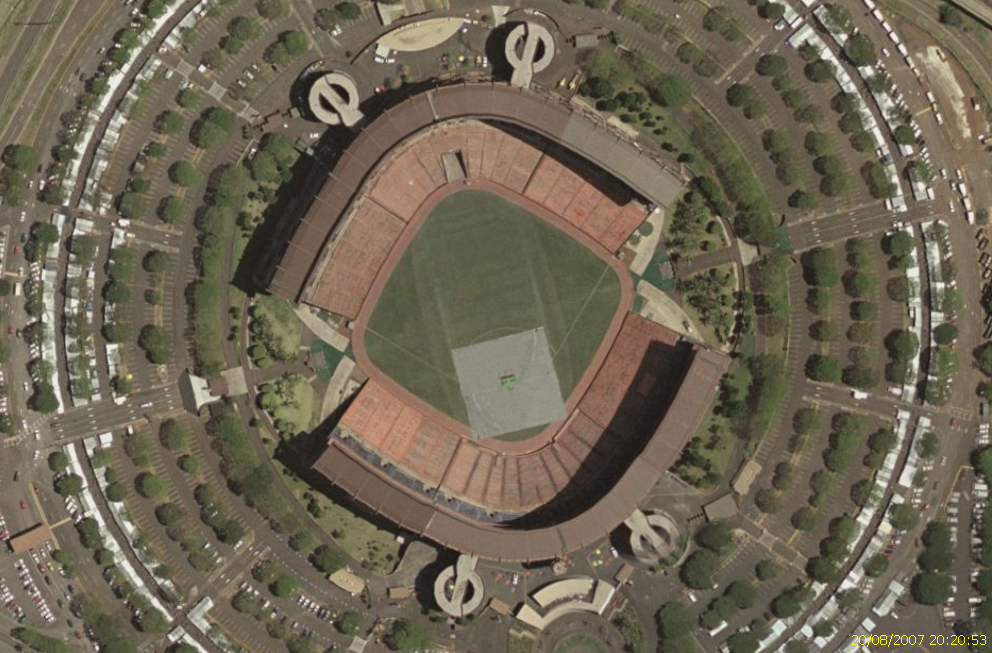
Vista aérea en configuración de béisbol/fútbol.